# Luis José Rueda Aparicio
Luis José Rueda Aparicio (San Gil, 3 marzo 1962) è un cardinale e arcivescovo cattolico colombiano, dal 25 aprile 2020 arcivescovo metropolita di Bogotà.

## Biografia

### Formazione
Luis José Rueda Aparicio è nato il 3 marzo 1962 a San Gil, nel Dipartimento di Santander, in Colombia. Nella propria città natale ha compiuto sia gli studi primari che secondari, maturando in questo periodo la vocazione al sacerdozio. Dopo il diploma, nel 1981 si è iscritto prima presso il Seminario Conciliar San Carlos di San Gil per gli studi filosofici, poi al Seminario maggiore arcidiocesano di Bucaramanga, dove ha conseguito quelli in teologia.
Ha ricevuto l'ordinazione sacerdotale il 23 novembre 1989, ventisettenne, per imposizione delle mani del domenicano Jorge Leonardo Gómez Serna, vescovo di Socorro e San Gil, incardinandosi come presbitero della medesima diocesi. Poco dopo, ha avuto la possibilità di trasferirsi a Roma per un soggiorno di studio, ottenendo la Licenza in teologia morale presso la Accademia alfonsiana.

### Ministero sacerdotale
Ritornato in patria, nel 1990 Rueda Aparicio ha ricevuto il primo incarico pastorale, come parroco del piccolo comune di Albania; contemporaneamente, è stato eletto anche membro del Consiglio presbiterale della diocesi di Socorro e San Gil per un mandato di due anni. Nel 1992, è divenuto parroco a Curití, nonché professore del Seminario maggiore di cui egli stesso era stato studente. Dal 1994 al 1997 è stato nuovamente membro del Consiglio presbiterale.
Sempre nel 1994 è stato nominato membro del collegio dei consultori, continuando l'incarico di professore. Nel 1999 è stato trasferito come parroco a Pinchote, divenendo anche direttore dell'anno propedeutico al Seminario, terminando entrambi gli incarichi nel 2000. Dal 2001 al 2002 ha svolto il ruolo di pastore in solidum di Mogotes, venendo poi parroco di Barichara nel 2003.
Nel 2004 è stato eletto membro sia del Consiglio presbiterale che del Collegio dei Consultori: il primo incarico è terminato nel 2007, mentre il secondo nel 2009. L'anno seguente, il 2010, è stato nominato vicedirettore del Segretariato diocesano per la pastorale sociale (SEPAS) e rettore dell'Istituto tecnico per lo sviluppo rurale (IDEAR). Infine, ha ricevuto anche l'incarico di vicario episcopale della pastorale nella Diocesi di Socorro e San Gil, ruolo svolto fino alla promozione all'episcopato.

### Ministero episcopale e cardinalato

#### Vescovo di Montelíbano
Il 2 febbraio 2012 papa Benedetto XVI lo ha nominato, appena cinquantenne, vescovo di Montelíbano; è succeduto a monsignor Edgar de Jesús Garcia Gil, trasferito il 24 maggio 2010 alla sede di Palmira. Ha ricevuto la consacrazione episcopale il 14 aprile successivo, nella cattedrale di Santa Croce a San Gil, per imposizione delle mani di monsignor Aldo Cavalli, arcivescovo titolare di Vibo Valentia e nunzio apostolico in Colombia, assistito dai co-consacranti monsignori Ismael Rueda Sierra, arcivescovo metropolita di Bucaramanga, e Carlos Germán Mesa Ruiz, vescovo di Socorro e San Gil. Ha solennemente preso possesso della diocesi, nella cattedrale di Montelíbano, il 28 aprile dell'anno stesso. Come motto episcopale ha scelto Permanezcan en mi amor, che tradotto vuol dire "Rimanete nel mio amore" (Gv 15,9).
In ambito della Conferenza Episcopale della Colombia, ha partecipato alla CIII Assemblea plenaria ed è divenuto presidente della Commissione episcopale per la pastorale sociale e caritativa nel luglio 2017. Il 6 settembre si è recato, assieme ad altri membri dell'episcopato colombiano, in visita ad limina apostolorum in Vaticano, discutendo con il Pontefice della situazione e dei problemi relativi alla sua diocesi.
Nel 2016 è stato uno dei principali sostenitori dell'accordo di pace tra il Governo colombiano ufficiale e le Forze Armate Rivoluzionarie della Colombia (FARC), organizzazione guerrigliera di stampo comunista in attività dagli anni '60, protestando contro l'assassinio dei leader socialisti.

#### Arcivescovo metropolita di Popayán
Il 19 maggio 2018 papa Francesco lo ha nominato arcivescovo metropolita di Popayán; è succeduto all'ottantenne monsignor Iván Antonio Marín López, dimissionario per raggiunti limiti d'età. Il 29 giugno seguente, giorno della solennità dei Santi Pietro e Paolo, si è recato presso la basilica di San Pietro in Vaticano, dove il Pontefice gli ha consegnato il pallio, simbolo di comunione tra la Santa Sede e il metropolita; l'imposizione del pallio si è svolta, invece, il 7 luglio, in una cerimonia svoltasi al coliseo La Estancia a Popayán, dalle mani di monsignor Ettore Balestrero, arcivescovo titolare di Vittoriana e nunzio apostolico in Colombia. Lo stesso giorno ha anche preso possesso dell'arcidiocesi, nella cattedrale dell'Assunzione di Maria.
Alla celebrazione, oltre che il clero di Popayán ed alla famiglia del neo arcivescovo, hanno preso parte diverse altre personalità, tra cui i monsignori Pablo Emiro Salas Anteliz, arcivescovo metropolita di Barranquilla, Mario Álvarez Gómez, vescovo di Istmina-Tadó, Leonardo Gómez Serna, vescovo emerito di Magangué, e Edgar de Jesús García Gil, vescovo di Palmira, nonché sacerdoti e fedeli delle diocesi di Socorro e San Gil e Montelíbano. Poco dopo l'insediamento, il Seminario maggiore di San José de Popayán ha offerto un pranzo di benvenuto a tutti i partecipanti; il discorso di benvenuto a nome del presbiterio dell'arcidiocesi, con l'intervento corale e musicale del seminario, è stato pronunciato da padre Otón Eduardo Avendaño. In seguito, mons. Rueda Aparicio ha visitato il Museo di Arte religiosa ed altre organizzazioni arcidiocesane.
Pur essendo rimasto alla guida dell'arcidiocesi per appena due anni, si è sempre dimostrato un tenace difensore dei diritti umani, con una certa visione progressista, svolgendo un ruolo di primo piano anche in difesa della comunità indigena del Dipartimento di Cauca, dove nel novembre 2019 è avvenuto il massacro di 5 persone a Tacueyó. La sua voce ha avuto risonanza a livello nazionale quando ha chiesto il dialogo del Governo, con gli indigeni che chiedevano aiuto dell'esecutivo. Allo stesso modo, quando la Corte costituzionale ha ripreso la discussione sul glifosato nello stesso anno, monsignor Rueda Aparicio, insieme ai suoi colleghi del sud-ovest del paese, ha espresso il rifiuto che l'erbicida venga utilizzato per sradicare le colture per uso illecito.

#### Arcivescovo metropolita di Bogotà
Il 25 aprile 2020 papa Francesco lo ha nominato arcivescovo metropolita di Bogotà; contestualmente, ha assunto anche il titolo onorifico di primate di Colombia. È succeduto al dimissionario cardinale Rubén Salazar Gómez, più che settantasettenne, in proroga già da due anni.
Molti hanno espresso le proprie felicitazioni all'annuncio della nomina: monsignor Primitivo Sierra Cano, rettore emerito dell'Universidad Pontificia Bolivariana, ha dichiarato che "Mons. Luis José Rueda Aparicio è un pastore con un cuore nobile, vicino e semplice. Non gli piace fare il protagonista; sa servire in silenzio, con discrezione ed umiltà", aggiungendo poi che "Per la Chiesa di Bogotà è un dono di Dio e per noi è un orgoglio, perché è il secondo arcivescovo di Santander che occupa la sede primaziale della Colombia. Al nuovo pastore, le nostre sincere congratulazioni, la nostra amicizia e la nostra preghiera"; monsignor Elkin Fernando Álvarez Botero, vescovo ausiliare di Medellín e segretario generale della Conferenza Episcopale della Colombia, ha inviato un messaggio a nome dell'episcopato nazionale, dichiarando che "Siamo convinti che Papa Francesco, con l’assistenza dello Spirito Santo, e dopo un attento studio come capita in questi casi, abbia scelto il miglior pastore per dirigere i destini della Chiesa di Bogotá, tenendo conto delle esigenze e sfide in questo momento specifico della sua storia"; monsignor Darío de Jesús Monsalve Mejia, arcivescovo metropolita di Cali, in un tweet ha definito il nuovo primate un vescovo "sensibile, mistico e vicino alla gente".
In un'intervista dopo la recente nomina, monsignor Rueda Aparicio ha dichiarato di accettare "Con gratitudine, fede e molta sorpresa", osservando come papa Francesco "ha notato il più piccolo dei vescovi della Colombia". Nello stesso colloquio, ha affrontato l'importanza di altri temi, come la sinodalità, in specie dopo l'Assemblea speciale per la regione panamazzonica, l'importanza dei social network, parlando infine delle nuove responsabilità che lo attendono nel suo nuovo incarico.
Nel mese di maggio 2020 è tornato nuovamente a parlare contro la violenza, commentando lo sterminio di un'intera famiglia nel comune di Suárez, compresa una bambina di soli cinque anni, affermando che "Non possiamo mettere a tacere il dolore che proviamo di fronte a questa crudele realtà. Quando nel degrado del conflitto, gli anziani non vengono rispettati e i bambini vengono eliminati, il crimine sta uccidendo la memoria dei popoli, nella notte funesta della violenza senza lutto".
La presa di possesso dell'arcidiocesi è avvenuta l'11 giugno 2020 nella cattedrale dell'Immacolata Concezione di Bogotà, a porte chiuse per via della Pandemia di COVID-19 del 2019-2021. A tal proposito, monsignor Rueda Aparicio ha affermato che "Le porte sono chiuse, ma la Chiesa ed i cuori sono aperti per tutti, il mio messaggio per tutti i cittadini, credenti o non credenti di Bogotà, lo voglio dire con il Salmo 26, una frase che mi ha influenzato in questi giorni: sii coraggioso, sii di buon animo, aspetta il Signore".
Il 10 marzo 2021 il pontefice lo ha nominato membro della Pontificia commissione per l'America Latina. A seguito della morte per COVID-19 del vescovo José Daniel Falla Robles, il 13 maggio successivo è stato nominato amministratore apostolico della diocesi di Soacha. Il 4 luglio dello stesso anno è stato eletto presidente della Conferenza episcopale della Colombia succedendo ad Óscar Urbina Ortega, arcivescovo metropolita di Villavicencio.
Il 9 luglio 2023, al termine dell'Angelus, papa Francesco ha annunciato la sua creazione a cardinale; nel concistoro del 30 settembre seguente lo ha creato San Luca a Via Prenestina. Il 22 ottobre 2024 ha preso possesso del titolo cardinalizio.
Il 7 e 8 maggio 2025 ha partecipato come cardinale elettore al conclave che ha portato all'elezione di papa Leone XIV.

## Stemma

### Blasonatura
| Stemma | Blasonatura |
| ------ | --- |
|        | Partito; nel 1º di rosso, al grappolo d'uva pampinoso di una foglia, il tutto d'oro; nel 2º d'azzurro, alla stella a cinque punte d'argento. Lo scudo, accollato a una croce astile patriarcale d'oro, posta in palo, è timbrato da un cappello con cordoni e nappe di verde. Le nappe, in numero di venti, sono disposte dieci per parte, in quattro ordini di 1, 2, 3, 4. Sotto lo scudo, nella lista svolazzante d'argento, il motto in lettere maiuscole di nero: PERMANEZCAN EN MI AMOR. |

## Genealogia episcopale e successione apostolica
La genealogia episcopale è:
- Cardinale Scipione Rebiba
- Cardinale Giulio Antonio Santori
- Cardinale Girolamo Bernerio, O.P.
- Arcivescovo Galeazzo Sanvitale
- Cardinale Ludovico Ludovisi
- Cardinale Luigi Caetani
- Cardinale Ulderico Carpegna
- Cardinale Paluzzo Paluzzi Altieri degli Albertoni
- Papa Benedetto XIII
- Papa Benedetto XIV
- Papa Clemente XIII
- Cardinale Marcantonio Colonna
- Cardinale Giacinto Sigismondo Gerdil, B.
- Cardinale Giulio Maria della Somaglia
- Cardinale Carlo Odescalchi, S.I.
- Vescovo Eugène de Mazenod, O.M.I.
- Cardinale Joseph Hippolyte Guibert, O.M.I.
- Cardinale François-Marie-Benjamin Richard de la Vergne
- Cardinale Pietro Gasparri
- Cardinale Clemente Micara
- Cardinale Antonio Samorè
- Cardinale Angelo Sodano
- Arcivescovo Aldo Cavalli
- Cardinale Luis José Rueda Aparicio

La successione apostolica è:
- Vescovo Germán Medina Acosta (2021)
- Vescovo José Mario Bacci Trespalacios, C.I.M. (2022)
- Vescovo Alejandro Díaz García (2024)
- Vescovo Edwin Raúl Vanegas Cuervo (2024)